# Liponeura brevirostris
Liponeura brevirostris is een muggensoort uit de familie van de Blephariceridae. De wetenschappelijke naam van de soort is voor het eerst geldig gepubliceerd in 1877 door Loew.